# Eminium
Eminium Schott – rodzaj roślin należący do rodziny obrazkowatych, liczący 9 gatunków występujących od północno-wschodniej Afryki, przez Bliski Wschód do środkowej Azji. Nazwa naukowa rodzaju została użyta po raz pierwszy przez Dioskurydesa w pracy De Materia Medica, powstałej w I wieku n.e.

## Morfologia
PokrójŚredniej wielkości rośliny zielne.
ŁodygaNiemal kulista bulwa pędowa, pokryta szczytowo woskiem.
LiścieRośliny tworzą od 3 do 6 lub 8 liści na ogonkach osadzonych w relatywnie długich pochwach. Blaszki liściowe lancetowate (E. regelii), równowąsko-oszczepowate, z rozszczepionymi płatkami przy nasadzie (E. lehmannii, E. heterophyllum, E. intortum), wachlarzowatopalczaste (np. E. albertii) lub bardziej skomplikowane (E. spiculatum). Przynasadowe płatki blaszek oszczepowatych i brzegowe listki blaszek złożonych są wzniesione i spiralnie skręcone. Użyłkowanie pierwszorzędowe pierzaste, dalsze siatkowate.
KwiatyRazem z liśćmi lub wcześniej roślina tworzy pojedynczy kwiatostan typu kolbiastego pseudancjum na szypułce dużo krótszej od ogonka liściowego, zgrubiałej u szczytu. Brzegi pochwy kwiatostanu w dolnej części zwinięte, w górnej otwarte. Górna część pochwy podłużna lub podłużno-jajowata; wnętrze niekiedy gęsto marszczone (E. spiculatum). Kolba osadzona, smukła, krótsza od pochwy. Kwiaty żeńskie oddzielone od 2-pręcikowych męskich szerokim pasem prątniczek. Pręciki siedzące lub prawie siedzące, pylniki podłużno-eliptyczne, pękające przez szczytową szparkę. Prątniczki szydłowate, czasem spłaszczone, proste lub lekko zakrzywione. Zalążnie odwrotnie jajowato-eliptyczne, 1-komorowe, 2-zalążkowe. Zalążki ortotropowe. Szyjka słupka krótka do niemal niezauważalnej. Znamię słupka hemisferyczne. Wyrostek kolby zwykle relatywnie krótki, wydłużono-maczugowaty, zgrubiały, cylindryczny, gładki lub pomarszczony (np. u E. koenenianum i E. spiculatum).
OwoceNiemal kuliste jagody zawierające od 1 do 2 nasion. Nasiona odwrotnie stożkowate do kulistych. Łupina skórzasta, pomarszczona. Zarodek mały, wydłużony. Bielmo obfite.

## Biologia i ekologia
Wszystkie gatunki są bylinami i geofitami, zasiedlającymi kamieniste lub piaszczyste gleby na łąkach, sawannach, półpustyniach i pustyniach. Rośliny rozpoczynają okres wegetacyjny późną jesienią. Liście, wyrastające razem z kwiatostanem lub po przekwitnięciu, utrzymują się do wczesnej wiosny, kiedy rośliny wchodzą w okres spoczynku. Kwiatostany wszystkich gatunków wydzielają odrażający zapach. Rośliny zapylane są przez chrząszcze z rodziny żukowatych i kusakowatych oraz muchówki z rodzin: Sphaeroceridae, Sepsidae, Ortidae, muchowatych, Ulidiidae, błotniszkowatych i wodarkowatych. Liczba chromosomów 2n = 24, 28.

## Systematyka
Pozycja rodzaju według Angiosperm Phylogeny Website (aktualizowany system APG IV z 2016)Należy do plemienia Areae, podrodziny Aroideae, rodziny obrazkowatych, rzędu żabieńcowców w kladzie jednoliściennych.
Gatunki
- Eminium albertii (Regel) Engl.
- Eminium heterophyllum (Blume) Schott
- Eminium intortum (Banks & Sol.) Kuntze
- Eminium jaegeri Bogner & P.C.Boyce
- Eminium koenenianum Lobin & P.C.Boyce
- Eminium lehmannii (Bunge) Kuntze
- Eminium rauwolffii (Blume) Schott
- Eminium regelii Vved. in Schreder (ed.)
- Eminium spiculatum (Blume) Schott

## Zastosowanie
Do XIX wieku Kazachowie używali do polowań na tygrysy trucizny sporządzonej z bulw E. lehmannii.
Ekstrakty alkaloidy i flawonoidy zawarte w liściach E. spiculatum wykazują działanie antybakteryjne przeciwko pałeczkom okrężnicy.